# Team Coop-Repsol (femenino)
El Team Coop-Repsol (código UCI: REP) es un equipo ciclista femenino de Noruega de categoría UCI Women's Team, segunda categoría femenina del ciclismo en ruta a nivel mundial.

## Material ciclista
El equipo utiliza bicicletas Scott y componentes Shimano.

## Clasificaciones UCI
Las clasificaciones del equipo y de su ciclista más destacado son las siguientes:
| Temporada | Clasificación por equipos | Mejor corredora  | Posición |
| 2016      | 9.º                       | Kirsten Wild     | 29.ª     |
| 2017      | 13.º                      | Susanne Andersen | 46.ª     |

## Palmarés
Para años anteriores véase: Palmarés del Team Coop-Repsol.

### Palmarés 2025

#### UCI WorldTour
| Fechas | Carreras | Ganadora |
|        |          |          |

#### UCI ProSeries
| Fechas | Carreras | Ganadora |
|        |          |          |

#### Calendario UCI Femenino
| Fechas     | Carreras                          | Ganadora       |
| 17 de mayo | Omloop der Kempen Ladies          | April Tacey    |
| 6 de julio | 5.ª etapa de la Vuelta a Portugal | India Grangier |

#### Campeonatos nacionales
| Fechas      | Carreras                                 | Ganadora             |
| 21 de junio | Campeonato de Estonia Contrarreloj (CRI) | Laura Lizette Sander |
| 1 de julio  | Campeonato de Suecia Contrarreloj (CRI)  | Stina Kagevi         |

## Plantillas
Para años anteriores, véase Plantillas del Team Coop-Repsol

### Plantilla 2025
| Integrantes del equipo 2025                | Integrantes del equipo 2025 | Integrantes del equipo 2025              | Integrantes del equipo 2025 |
| Corredor                                   | Fecha de nacimiento         | Equipo previo                            |                             |
| ------------------------------------------ | --------------------------- | ---------------------------------------- | --------------------------- |
| Stine Dale                                 | 11 de noviembre de 1998     |                                          |                             |
| India Grangier                             | 5 de enero de 2000          | Stade Rochelais Charente-Maritime (2022) |                             |
| Monica Greenwood                           | 24 de febrero de 1989       | DAS-Handsling Bikes (2023)               |                             |
| Sigrid Ytterhus Haugset                    | 1 de marzo de 1999          |                                          |                             |
| Tiril Jørgensen                            | 29 de octubre de 2000       |                                          |                             |
| Stina Kagevi                               | 28 de agosto de 2005        | Motala AIF CK (2023)                     |                             |
| Magdalene Lind                             | 16 de mayo de 2002          | Keukens Redant (2022)                    |                             |
| Mari Hole Mohr                             | 1 de marzo de 2001          | Stavanger Sykleklubb (2020)              |                             |
| Laura Lizette Sander (12 de mar–31 de dic) | 15 de mayo de 2004          | AG Insurance-Soudal NXTG (2024)          |                             |
| Karin Söderqvist (17 de jun–31 de dic)     | 31 de julio de 2003         | Lifeplus Wahoo (2024)                    |                             |
| Camilla Ranes Bye                          | 17 de noviembre de 2004     | Torelli (2023)                           |                             |
| April Tacey                                | 12 de octubre de 2000       | Lifeplus Wahoo (2023)                    |                             |
| Aidi Gerde Tuisk                           | 1 de marzo de 2002          | Eneicat-CMTeam-Seguros Deportivos (2023) |                             |
| Eline Van Rooijen                          | 29 de agosto de 2001        | AG Insurance-Soudal Quick-Step (2023)    |                             |
|                                            |                             |                                          |                             |
| Fuente: ProCyclingStats                    |                             |                                          |                             |